# Преснов, Виктор Алексеевич
Виктор Алексеевич Преснов (2 декабря 1917 — 17 июля 1987) — советский физик, доктор физико-математических наук, профессор. Лауреат Государственной премии УССР (1985).

## Биография
Родился 2 декабря 1917 года на территории современного города Анжеро-Судженск Кемеровской области. Окончив в 1935 году 9 классов средней школы, поступил в Новосибирский инженерно-строительный институт. Через год перевёлся в Томский государственный университет, который окончил в 1941 году со специальностью «физика, оптика и спектроскопия».
С августа по декабрь 1941 года работал учителем физики в селе Ребриха Алтайского края, а с декабря того же года — научным сотрудником Всесоюзного института экспериментальной медицины. Воевал на фронтах Великой Отечественной войны (1942—1945).
Вернувшись в Томский университет, окончил аспирантуру, до мая 1950 года работал научным сотрудником Сибирского физико-технического института (1950).
После защиты кандидатской диссертации в сентябре 1950 года работал доцентом, а после защиты докторской диссертации на тему «Дослідження з фізики спаю», с октября 1961 года — профессором, заведующим кафедры физики полупроводников диэлектриков Томского университета.
Был директором, научным руководителем отраслевого НИИ полупроводниковых приборов Министерства электронной промышленности СССР, который он основал (1964—1968).
С сентября 1968 года и до последних дней жизни деятельность В. А. Преснова была связана с Одесским государственным университетом им. И. И. Мечникова (ныне — Одесский национальный университет имени И. И. Мечникова). Он работал профессором кафедры экспериментальной физики (1969), а позже возглавил новую, организованную им кафедру физической электроники (ныне — кафедра физики твёрдого тела и твердотельной электроники).
Умер В. А. Преснов 17 июля 1987 года.

## Научная деятельность
Занимался исследованием свойств стекла и электровакуумной керамики, особенно по изучению природы механически прочного вакуумно-плотного соединения стекла и керамики с металлом. Результаты этих исследований легли в основу докторской диссертации и нескольких монографий, которые стали первым в мировой практике обобщением работ по исследованию природы механически прочного вакуумно-плотного соединения таких разнородных материалов. Использование их на практике позволило решить проблему создания металлокерамических радиоламп сверхвысокочастотного (СВЧ) диапазона. В 1954 году под руководством В. А. Преснова была создана лаборатория полупроводников, на базе которой основана первая в Сибири и одна из первых в СССР проблемная лаборатория и кафедра физики полупроводников Томского государственного университета, где разрабатывались проблемы комплексного исследования сложных полупроводников. Были проведены широкие исследования процессов синтеза и кристаллизации, электрических свойств, поверхностных и контактных явлений в полупроводниковых материалах. Практическим результатом этой работы стало решение конкретных задач современной микроэлектроники, разработка новых типов полупроводниковых приборов, создание более совершенных методов защиты поверхности полупроводниковых приборов и схем.
Профессор В. А. Преснов воспитал большую группу исследователей в области физики полупроводников и твердотельной электроники. Под его руководством при кафедре физики твёрдого тела и твердотельной электроники ОНУ имени И. И. Мечникова была создана отраслевая научно-исследовательская лаборатория физических основ электронной техники (ФОЭТ), заведующим которой стал ст. н. сотр. А. П. Канчуковский. Коллектив лаборатории насчитывал более 200 сотрудников. Руководителями исследовательских групп, в основном, были преподаватели кафедры. В лаборатории были проведены широкие исследования процессов синтеза и кристаллизации, электрических свойств, поверхностных и контактных явлений в полупроводниковых материалах.
Впервые в СССР[где?] были синтезированы и исследованы электрические и оптические свойства полупроводниковых искусственных алмазов и керамики. За труды по созданию СВЧ полупроводниковых приборов удостоен звания лауреата Государственной премии УССР (1985).
Под его руководством защищено более 60 кандидатских диссертаций, 12 его учеников (А. Мамонтов) стали докторами наук. За время научной деятельности В. А. Преснов написал 6 книг, 340 научных статей в журналах и других публикаций, получил 56 авторских свидетельств на изобретения.

## Труды
- Основы техники и физики спая / Преснов В. А., Надворский Ю. Б., Якубеня М. П. — Томск, 1961.
- Металлокерамический спай в электронной и атомной промышленности / Преснов В. А., Любимов Л. М., Бердов, Г. И. Рубашев М. А. — М. : Атомиздат, 1962.
- Теоретические основы образования прочного соединения между разнородными веществами / В. А. Преснов, Науч.-исслед. ин-т полупроводниковых приборов (НИИПП). — Томск: Б.и., 1966 — 16 с.
- Парамагнитный резонанс мелких акцепторов в GaAs / Преснов В. А. // Физика тверд. тела. — 1967. — Т. 9.
- Получение и исследование p-n-переходов на основе синтетических полупроводниковых алмазов / Преснов В. А. // Докл. Акад. наук СССР. — 1976. — Т. 228, № 5. — С. 1080.
- Квантовая биоэлектроника : (учебное пособие) / В. А. Преснов ; Одес. гос. ун-т им. И. И. Мечникова. — Одесса : ОГУ, 1980. — 112 с.
- Термостойкие диэлектрики и их спаи с металлом в новой технике / Преснов В. А., Ротнер Ю. М. — М. : Атомиздат, 1980.

## Память

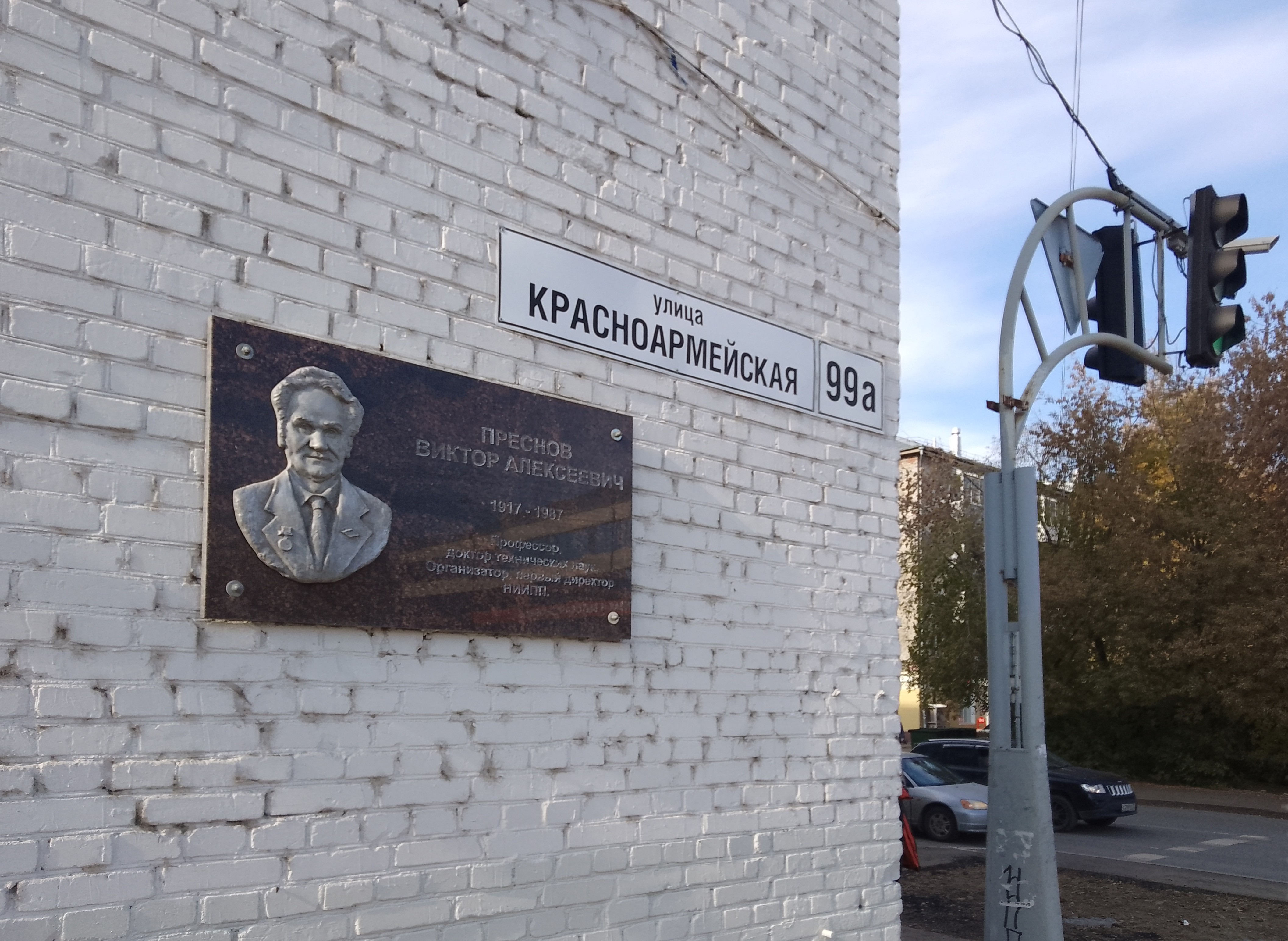
Мемориальная доска Преснову на стене основанного им НИИПП в Томске.
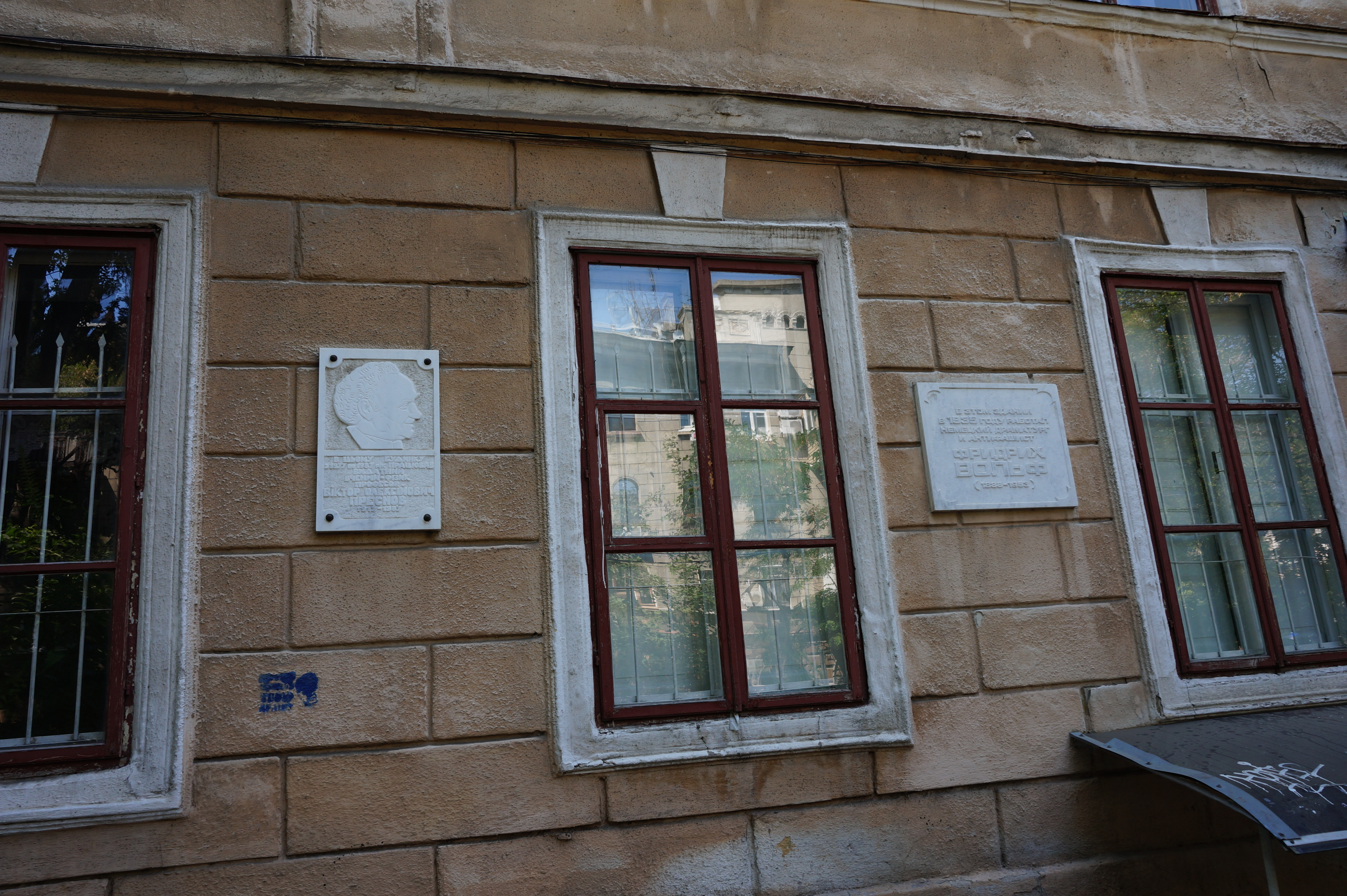
Мемориальная доска Преснову в Одессе на д. 42 по улице Пастера.